# あしたば中野学園
あしたば中野学園（あしたばなかのがくえん）は、日本の社会福祉法人。

## 概要
千葉県千葉市若葉区に所在する。
1987年設立。
帝京大学グループの1校。
2023年時点の理事長は冲永寛子。
所在地では男性40人と女性20人の計60人が入所して寮で暮らしている。
土気駅周辺に6つの住宅のようなグループホームがあり、24人が家族のように暮らしている。
2012年から放課後デイサービスの事業も行い、学校に通う児童の放課後や休日に訓練や交流を行う。
あしたば中野学園の知的障害者のデイサービス事業は、千葉市で行われている単独事業。
2017年4月に千葉市で始まった地域生活支援拠点検証事業の業務を行う。
2020年12月には、知的障害者のスポーツ教室を始める。チームを結成して大会への出場を目指す。